# Alexander Rondón
Alexander José Rondón Heredia, plus couramment appelé Alexander Rondón, né le 30 août 1977 à Cumaná au Venezuela, est un footballeur international vénézuélien.

## Biographie

### Équipe nationale
Alexander Rondón est convoqué pour la première fois en sélection le 3 février 1999 lors d'un match amical contre l'Argentine (défaite 2-0). Le 18 avril 2001, il marque son premier but en sélection lors d'un match amical contre le Costa Rica (2-2). 
Il dispute trois Copa América : en 1999, 2001 et 2004. Il joue également 17 matchs comptant pour les éliminatoires de la coupe du monde, lors des éditions 2002, 2006 et enfin 2010.
Au total il compte 48 sélections et 5 but en équipe du Venezuela entre 1999 et 2010.

## Palmarès

### En club
- Avec le Caracas FC
  - Champion du Venezuela en 2001

- Avec le Deportivo Anzoátegui
  - Vainqueur de la Coupe du Venezuela en 2009

### Distinctions personnelles
- Meilleur buteur du Championnat du Venezuela en 2008 (19 buts)